# 의리의 사나이 외팔이
의리의 사나이 외팔이(獨臂刀, One-Armed Swordsman)는 홍콩에서 제작된 장철 감독의 1967년 액션, 드라마 영화이다. 왕우 등이 주연으로 출연하였고 런미 쇼 등이 제작에 참여하였다.

## 출연

### 주연
- 왕우

### 조연
- 고룡
- 곡봉
- 당가
- 당적
- 반영자
- 번매생
- 양지경
- 왕광유
- 원상인
- 원화평
- 유가량
- 임세관
- 장패산
- 적낙
- 전풍
- 정뢰
- 조웅
- 주소래
- 진연연
- 진전
- 초교
- 학이인
- 해원
- 홍류
- 화성
- 황종신

## 제작진
- 무술연출: 유가량
- 무술연출: 당가